# Morsesignal
Et Morsesignal er et signal som anvender Morsekode til telekommunikation. Morsesignaler kan fx formidles via radiobølger eller elektrisk telegrafi. 
Fordelen ved Morsesignaler via radiobølger (CW) er lavere energiforbrug end fx SSB og AM.
| Sprog | Spire Denne artikel om sprog er en spire som bør udbygges. Du er velkommen til at hjælpe Wikipedia ved at udvide den. |